# قائمة الموسوعات على الإنترنت
قائمة الموسوعات على الإنترنت هي قائمة من موسوعات الإنترنت التي يمكن الوصول إلى محتوياتها من خلال الانترنت. يمكن تتبع تاريخ بداية موسوعات الإنترنت إلى موسوعة انتربيديا، التي كان من المخطط لها بأن يشارك فيها أي شخص ويساهم بإضافة محتويات إليها، لكنها لم تغادر مرحلة التجريب إطلاقاً، تعتبر ويكيبيديا أحد أهم هذه الموسوعات التي تعرف تفاعلًا تشاركيًا، كما تحتل المرتبة الخامسة في قائمة المواقع الأكثر زيارة عالميًا على الإنترنت طبقًا لترتيب موقع أليكسا لعام 2016.

## الموسوعات الشاملة أو العامة على الإنترنت
وهي عمل ومحاولة لتوثيق وجمع المعرفة الإنسانية في شتى مجالات المعرفة الإنسانية، وهي التي تحتوي على مقالات أو مواضيع في مجالات متعددة.
| الاسم                    | اللغة                                      | الوصف | إمكانية التصفح                                      | الموقع الرسمي                          |
| ------------------------ | ------------------------------------------ | --- | --------------------------------------------------- | -------------------------------------- |
| ويكيبيديا                | أكثر من 280 لغة (راجع: قائمة الويكيبيديات) | مشروع متعدد اللغات يضم مشاريعَ بأكثر من 280 لغة، ذات محتوى حر، تشغلها مؤسسة ويكيميديا، التي هي منظمة غير ربحية. ويكيبيديا هي موسوعة يمكن لأي مستخدم تعديل وتحرير وإنشاء مقالات جديدة فيها. | متاح/حر                                             | الموقع الرسمي لويكيبيديا               |
| موسوعة الجزيرة           | العربية                                    | تشغلها قناة الجزيرة بموقعها الالكتروني الجزيرة نت. | غير حرة                                             | الموقع الرسمي لموسوعة الجزيرة          |
| موسوعة المعرفة           | اللغة العربية                              | موسوعة عربية على الإنترنت تستخدم نظام الويكي لإدارة جمع وخلق المحتوى. أُنشِئت في 16 فبراير 2007 بهدف تكوين موسوعة دقيقة متكاملة ومجانية، تنشر محتواها برخصة جنو للوثائق الحرة. أسسها نائل الشافعي، وتضم في مجلس أمنائها شخصيات عامة عربية. | متاح/حر                                             | الموقع الرسمي لموسوعة المعرفة          |
| موسوعة بريتانيكا         | الإنجليزية                                 | الموسوعة البريطانية هي موسوعة عامة باللغة الإنجليزية تصدرها شركة الموسوعة البريطانية، المحدودة (بالإنجليزية: Encyclopædia Britannica, Inc)‏ الخاصة. المقالات في الموسوعة تستهدف القراء المتعلمين والمثقفين ويكتبها 100 موظف بدوام كامل، وأكثر من 4400 مساهم مختص. وتعد من أشهر وأدق الموسوعات وأشدها سعة واطلاعاً. | الوصول المحدود مجاني، الاشتراك من أجل الوصول الكامل | الموقع الرسمي لموسوعة بريتانيكا        |
| موسوعة موضوع             | العربية                                    | موسوعة إنترنت عربيَّة، تستخدم نظام الويكي، أُنشئت في عام 2010 وتمّ إطلاقها رسميًا عام 2012، على يد مجموعة من الطُّلاب الجامعيين في الأردن بهدف إثراء المحتوى العربي على الإنترنت بمقالات عالية الجودة، والذي يقدِّم خدمة تحليل الكلمات المفتاحية باللغة العربية. حازت الموسوعة على المركز الأول في جائزة الملكة رانيا الوطنية للريادة عن فئة الجامعات والأكاديميين عام 2011، تضم الموسوعة نحو 200 كاتب يعملون بدوام حرّ، و20 موظّفًا بدوام كامل. | متاح/حر                                             | الموقع الرسمي لموسوعة موضوع            |
| نول                      | لغات عدة                                   | مشروع موسوعة على الإنترنت أطلقتها جوجل. لكنه إغلق نهائيا بتاريخ 1 مايو 2012 وقد كان المستخدمون المتفاعلون هم من ينتجون محتوى الموقع. قُدم الموقع على أنّه موسوعة تعاونية مثل ويكيبيديا، لكن الاختلاف الفارق بينهما هو أن الأولى يفترض بأن تحرر من قبل خبراء في مجالاتهم، وقد فتح الموقع للمساهمة بلغات عدة، منها العربية. | تم إغلاق المشروع                                    | الموقع الرسمي لموسوعة نول              |
| الموسوعة العربية الشاملة | العربية                                    | أنشئت الموسوعة العربية الشاملة في عام 2017 لتكون منصة المعرفة العربية والتي تهدف إلى تقديم محتوى معرفي خدمي، قوي ودقيق؛ ليتزود منه القارئ العربي بكل ما يحتاج في مختلف مجالات العلم والمعرفة. وتغطي الموسوعة العربية الشاملة الكثير من الجوانب العلمية والثقافية والدينية والرياضية بمقالات متخصصة ذات جودة عالية. | متاح/حر                                             | الموقع الرسمي للموسوعة العربية الشاملة |
| منصة معلومة              | العربية                                    | هى منصة تدعم المحتوى العربي والبحاثين عن معلومات ومقالات باللغة العربية، وتدعم المدونين العرب والموهبة العربية في كتابة المقالات ونشر المعلومات المفيدة للقارء، وربح المال من كتابة المقالات والتدوين، أنشئت في عام 2023، وهي حالياً تسعي إلى الوصول لمليونين زائر خلال السنة الحالية. | متاح/حر                                             | الموقع الرسمي لمنصة معلومة             |